# Шаболовская
«Ша́боловская» — станция Московского метрополитена. Расположена на Калужско-Рижской линии между станциями «Октябрьская» и «Ленинский проспект».

## История
Станция строилась  в сложных гидрогеологических условиях. Во время проходки щитами боковых тоннелей приток воды из верхних слоёв забоя достигал 200-250 м³/ч. Она была построена в конструкциях в 1962 году в составе участка «Октябрьская» — «Новые Черёмушки», но из-за препятствовавших проложению эскалаторного наклона сложных геологических условий и ожидавшегося низкого пассажиропотока до продления Калужского радиуса в центр её открытие было отложено. Строители применили водонепроницаемые чеканки и изоляцию, что позволило приступить к завершающей стадии строительных и архитектурных работ. Архитектура станции была определена только в 1975-1976 годах, когда по результатам закрытого конкурса был утверждён проект архитекторов И. Г. Петуховой и В. П. Качуринца. Открылась станция лишь 5 ноября 1980 года. Она стала 115-й станцией Московского метрополитена.
При строительстве станции сделан ряд археологических находок. Обнаружены древние гончарные изделия из белой гжельской глины — блюдо с яркой цветной глазурью, гладкие и рельефные изразцы с искусной росписью, а также глиняная детская игрушка — птичка-свистулька. Находки хранятся в фонде Музея истории и реконструкции Москвы. К открытию интерьер «Шаболовской» был изменён, поэтому её архитектурное решение не схоже с архитектурой других станций участка.

## Архитектура и оформление
«Шаболовская» — пилонная станция глубокого заложения (глубина — 46,5 метра) с тремя сводами. Сооружена по проекту архитекторов И. Г. Петуховой и В. П. Качуринца. Диаметр центрального зала — 8,5 метра. Пилоны отделаны светлым мрамором «коелга»; путевые стены облицованы гофрированным алюминием. Пол выложен серым гранитом «возрождение», две красные полосы, на которых стоят пилоны, выложены красным гранитом «герман». Оформление станции посвящено телевидению и радиовещанию (близ «Шаболовской» находятся телевизионный центр и Шуховская башня); так, витраж из цветного стекла (работы А. Н. Кузнецова) в торце центрального зала изображает Шуховскую башню.
Длина центрального зала составляет 104 метра.

## Расположение и вестибюли
Наземный вестибюль (архитекторы — Н. И. Демчинский и Ю. А. Колесникова) расположен на улице Шаболовка в глубоком курдонёре (от вестибюля можно пройти также на улицу Академика Петровского). Соединён со станционным залом эскалаторным наклоном. Вестибюль имеет прямоугольную форму. Стены облицованы мрамором, полы гранитные.

## Станция в цифрах
- Код станции — 099.
- Пикет ПК52+68,8
- В марте 2002 года пассажиропоток по входу составлял 47 200 человек.
- Таблица времени прохождения первого поезда через станцию[4]:

| По чётным числам                       | Будние дни | Выходные дни |
| По нечётным числам                     | Будние дни | Выходные дни |
| В сторону станции «Ленинский проспект» | 05:57:00   | 05:59:00     |
| В сторону станции «Ленинский проспект» | 05:58:00   | 05:59:00     |
| В сторону станции «Октябрьская»        | 05:46:00   | 05:49:00     |
| В сторону станции «Октябрьская»        | 05:46:00   | 05:45:00     |

## Наземный общественный транспорт
На этой станции можно пересесть на следующие маршруты городского пассажирского транспорта:
- Трамваи: 14, 26, 47

## Галерея
- Боковой зал
- Название на стене
- Пилоны
- Вестибюль
- Площадка возле вестибюля